# Osmylus xizangensis
Osmylus xizangensis är en insektsart som beskrevs av C.-k. Yang et al in Huang et al. 1988. Osmylus xizangensis ingår i släktet Osmylus och familjen vattenrovsländor. Inga underarter finns listade i Catalogue of Life.